# 柳柊二
柳 柊二（やなぎ しゅうじ、1927年12月19日 - 2003年2月19日）は、日本のイラストレーター・挿絵画家。本名：柳橋 風有草（やなぎばし かざうぐさ）。戒名は柳柊二（ペンネームと同じ）。

## 略歴
昭和2年、茨城県西茨城郡西山村稲田に生まれる。父親は詩人の柳橋好雄。水戸中学を卒業後、上京し帝国美術学校造型美術学園に入学して洋画家を志すが、中退。昭和29年、結婚。生活のため、雑誌の挿絵画家になった。
以降は「少年画報」、「少年キング」、「ぼくら」、「少年マガジン」、「少年サンデー」、「ボーイズライフ」といった児童誌やティーンエイジ誌、さらにパソコンゲーム誌「ポプコム」の図解・挿絵・絵物語・イラストなどで、長年にわたって健筆をふるった。
麻雀関連の編集者、小説家である柳史一郎（本名：柳橋史（やなぎばしふひと））は兄弟。

## 作風
多様な画題をこなしたが、中でも悪魔、妖怪や幽霊といったホラー画は、凄絶な恐怖感と独特の美的センスを両立させた出来栄えで、全国の読者から高い反響と好評を獲得した。また「地底世界ペルシダー」シリーズ、「英雄コナン」シリーズといった異世界が舞台のSF、ヒロイック・ファンタジーものの挿絵や表紙画での、主人公や戦士たちの肉体美も印象深い。躍進期の代表作としては「少年キング」に連載された都筑道夫のジュブナイルホラーアクション「妖怪紳士」の挿絵などもある。
くわえて妖艶な美女の作画も秀逸で、特にまぶたを閉じて長い睫をしばたかせ、口を開きかけた女性の悩ましい表情などは、多くの昭和期の挿絵画家の中でも群を抜いている。

## 別名義
水城淳（みずき　じゅん）の筆名でSM雑誌の小説挿絵も担当。「SMファン」「SMフロンティア」などのマニア誌で活躍し、サディストの責めにおびえて苦しむマゾ女性の哀れで美しい姿を多く描いた。そんな妖しくエロチックな画稿に魅せられたファンも数多い。
なお「SMフロンティア」（司書房）の1975年12月号では、「水城淳恍惚責め絵展」と題した、旧作画稿を集成した小特集が行われている。

## 画集
- 『柳柊二怪奇画帖』（ラピュータ、2006年）
- 『RPGモンスター大事典』（小学館、1986年）